# 개신교의 마리아관

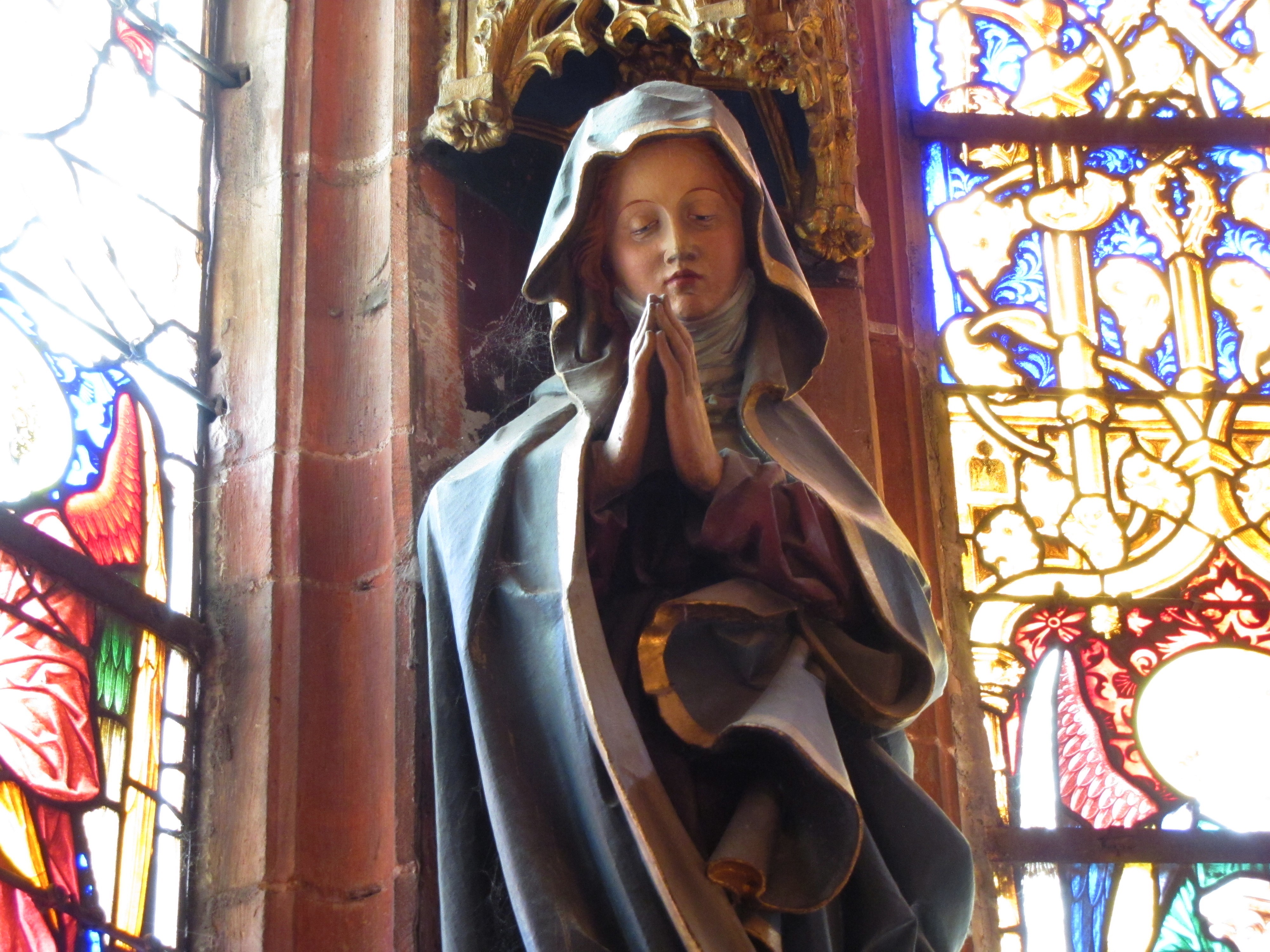
스트라스부르에 있는 생피에르르죈 루터교 예배당에 있는 성모 마리아상

개신교의 마리아관은 마리아는 신학적 분야로 다를 내용이 아니며, 단지 영지주의를 극복하는 중요한 육신을 입은 예수 그리스도를 있게 한 신실한 여인으로 2세기 초대교회의 테오토코스 초기 개념에서 벗어나지 않는다. 마리아는 모순을 지닌 인간이며 신실한 여인으로 예수 그리스도의 어머니로서 여기는 견해를 기초로 한다. 마르틴 루터와 장 칼뱅 등의 주요 개신교 종교개혁 주도 인물들과 일부 근현대 개신교 신학자들의 마리아에 대한 견해를 다루고 있다. 개신교는 교파가 매우 많고 다양한 신학과 사상을 갖고 있으나 마리아는 영지주의를 극복하는 중요한 육신을 입은 예수 그리스도를 설명하는 그리스도론에서 요청되는 어머니 마리아로서 크게 벗어나지 않는다.
마르틴 루터, 울리히 츠빙글리, 장 칼뱅 등 종교개혁 당시에서부터 마리아에 대해 입장이 달랐다. 칼뱅의 개혁교회는‘오직 성경’(sola scriptura), ‘오직 그리스도’(solus Christus), ‘오직 하나님께만 영광’(soli Deo gloria)을 강조하면서 마리아에 대해 공경하지 않는다. 루터교는 마리아를 주님의 어머니로 부르는 것에 동의하나 마리아에 대한 기도, 찬양을 부정한다. 성공회는 마리아를 주님의 어머니로 부르고 마리아에게 기도하는 것 역시 인정하고 있다.
개신교의 전형적인 마리아관은 하나님 앞에서 그녀의 겸손함과 자신에 대한 하나님 계시에 대해 마음을 열고 순명함으로써 성자가 인성을 취하게끔 한 종으로서의 역할에 중점을 두고 있다. 최근 들어 개신교계에서 새로이 논란이 되고 있는 마리아관은 그녀를 거침이 없고 자신감에 찬, 급진적인 기독교 여인으로 보는 관점이다.

## 대표적인 개신교 신학자들

### 존 위클리프
종교개혁자인 존 위클리프는 자신의 초창기 강론을 통해 중세 후기 당시 기독교인들의 마리아에 대한 신심을 표현하였다. “나는 우리가 마리아의 도움 없이 천국의 보상을 받는다는 것이 불가능하다고 본다. 그럼에도 사람들은 성별과 나이, 지위고하를 막론하고 어느 누구도 거룩하신 동정녀께 도움을 요청하는 것을 필요로 하지 않고 있다.”

### 마르틴 루터
마르틴 루터가 마리아와 성인들과 관련해서 가톨릭교회 측 인사들과 논쟁을 벌이기는 했지만, 신학자들은 루터가 당시까지 세계 공의회와 가톨릭교회가 교의로 선포한 마리아에 대한 교리들에 대해서는 그대로 고수했다는 것에 동의하고 있다. 루터는 마리아가 영원한 동정녀이며 하나님의 어머니라는 신념을 굳게 지켰다. 루터의 95개조 반박문의 75조에서는 마리아를 하나님의 어머니로 표현하였으며, 마리아를 모욕하는 사람은 용서받지 못할 것이라고 하였다. 루터는 성모 승천에 대해서는 성경 어디에도 나와 있지 않다며 부정적인 입장을 밝혔다. 그에게 있어 중요한 것은 마리아와 성인들이 이 세상에서 죽은 후에도 여전히 계속 살아있다는 믿음이었다. 사제에서 교수, 교수에서 종교개혁가가 된 삶을 통해 그는 어린아이와 같은 경건함부터 세련된 논쟁술까지 다양한 모습을 통해 마리아에 대해 설교했고, 가르쳤다. 이처럼 루터는 마리아에 대해 믿음의 모범으로서 평가했지만 사람이든 다른 피조물에게든 그것에 바치는 공경 예식이 하나님 은총을 우러러보기 힘들 정도로 경계가 흐릿하다면서 가톨릭교도들을 비판하였다. 특히 그는 가톨릭교회의 성인 축일이 마리아와 세상을 떠난 다른 성인들에 대한 우상숭배를 조장한다고 비판하였다.

### 장 칼뱅
장 칼뱅은 마리아의 평생 동정과 하나님의 어머니라는 교의에 대해서 제한적 의미로 받아들였다. 그는 자신이야말로 마리아를 진정으로 깊이 공경하는 사람이라고 자처하고 나섰다. 그는 다만 가톨릭교도들이 오직 하나님에게만 돌릴 수 있는 영광을 마리아에게도 돌리는 잘못을 범하고 있다고 보았다. 칼뱅은 마리아 역시 여느 인간과 마찬가지로 하나님의 은총을 필요로 하기 때문에 신앙인들의 변호자가 될 수 없다고 보았다. 칼뱅은 만약 가톨릭교회에서 마리아를 천상의 모후라는 호칭으로 높여 부른다면, 이는 마리아의 뜻에 반하는 것으로 그녀를 모독하는 것이라고 주장하였다. 왜냐하면 그가 보기에 마리아는 단지 칭송을 받을 수 있을 뿐, 하나님이 아니었기 때문이다.
칼뱅은 에페소 공의회에서 교의로 선포한 하나님의 어머니(테오토코스)라는 존칭을 미신적으로 사용하고 있다고 여겨 깊은 우려를 표시하였다.
나는 그들이 책망받고 있는 이유 가운데 하나로서 동정녀 마리아께서 하나님의 어머니시라는 표현 방식에 몇 가지 무지함이 있다는 것을 의심하지 않을 수 없다. 나는 동정녀 마리아께 이러한 호칭으로 부르는 것이 나쁜 관행이라고 보며, 절대로 괜찮다거나 적절하다거나 적합하다는 말을 할 수가 없다. 왜냐하면 동정녀 마리아를 하나님의 어머니라고 부르는 것은, 사람들의 무지한 미신을 강화하게 만들 수 있기 때문이다.
반면에 칼뱅은 ‘주님의 어머니’라는 칭호는 성경에 근거한다고 보았다. 그 근거는 신약성서에서 세례자 요한의 어머니인 엘리사벳이 마리아를 주님의 어머니라고 불렀기 때문이다. 또한 칼뱅은 그의 저술에서 대부분 ‘동정녀 마리아’라고 호칭하였고, 그냥 마리아라고 호칭하지 않았다. 또한, 그는 마리아가 예수 출생 이전에도 동정이었고, 그 후에도 동정이었으며, 요셉과 전혀 성적 관계를 가지지 않았다고 보았다.

### 카를 바르트
카를 바르트는 칼뱅주의를 대표하는 20세기의 개신교 신학자이다. 초대 교회에서 공통적으로 받아들였던 교의와 전통에 대해 이해했던 그는 마리아가 하나님의 어머니라는 교의를 전폭적으로 수용하였다. 그가 보았을 때, 예수 그리스도는 마리아를 통하여 인성을 지니고 태어났기 때문에 마리아는 하나님인 예수 그리스도의 어머니가 되기 때문이다. 바르트는 또한 마리아가 동정의 몸으로 예수 그리스도를 잉태하여 낳았다는 교의 또한 받아들였다. 이는 그가 바라볼 때, 예수가 인간으로서는 아버지를 갖지 않으며, 하나님의 아들로서는 어머니를 갖지 않는다는 것을 의미하였다. 마리아가 예수를 잉태한 것은 다른 어떤 영 때문이 아니라 성령으로 인한 것이되, 이는 하나님 자신이 아니며, 육체적으로 인한 잉태가 아니라 영적인 것으로 인한 잉태로 이해해야 한다고 주장했다. 바르트는 마리아가 은총이 가득한 여인으로 보았지만, 이 은총이 마리아에게만 주어지는 것은 아니라고 보았다. 그리고 예수를 낳은 이후 마리아의 동정성 유지 여부에 대해서는 평생 동정이라는 전통적인 견해에 동조하였다. 하지만 이는 그리스도론을 수호하기 위해서지 마리아를 위해서가 아니라고 주장하였다. 바르트는 또한 로마 가톨릭교회가 마리아에 대한 공경이 지나쳐 우상 숭배의 실수를 저지른 이단에 빠졌다고 비판하였다.

## 같이 보기
- 마리아론
- 성공회의 마리아론
- 루터교의 마리아론